# Seginus
Seginus (Gamma Boötis/ γ Boo / γ Boötis) è una stella nella costellazione di Boote. Ha anche il nome tradizionale di Haris. Seginus deriva dalla latinizzazione del nome greco della costellazione di Boote, Theguius, mentre Haris dalla latinizzazione del nome arabo, Al Haris Al Sama, che significa "la guardia".

## Osservazione
Si tratta di una stella situata nell'emisfero celeste boreale. La sua posizione moderatamente boreale fa sì che questa stella sia osservabile specialmente dall'emisfero nord, in cui si mostra alta nel cielo nella fascia temperata; dall'emisfero australe la sua osservazione risulta invece più penalizzata, specialmente al di fuori della sua fascia tropicale.
Il periodo migliore per la sua osservazione nel cielo serale ricade nei mesi compresi fra maggio e settembre; nell'emisfero nord è visibile anche per gran parte dell'autunno, grazie alla declinazione boreale della stella, mentre nell'emisfero sud può essere osservata limitatamente durante i mesi invernali australi.

## Caratteristiche
Seginus è a circa 85 anni luce di distanza dalla Terra. Si tratta di una gigante bianca appartenente alla classe spettrale A7III. È una variabile di tipo Delta Scuti e la sua luminosità varia da 3,02 a 3,07 in un periodo di 6,97 ore.
È anche una stella binaria; a 0,02 secondi d'arco si trova una stella di piccola massa che, a quella distanza, dista nella realtà 1,8 UA. A circa 30 secondi d'arco si trova una terza stella di magnitudine 12,7, che non pare legata gravitazionalmente alla principale.